# سائل غسل الأواني

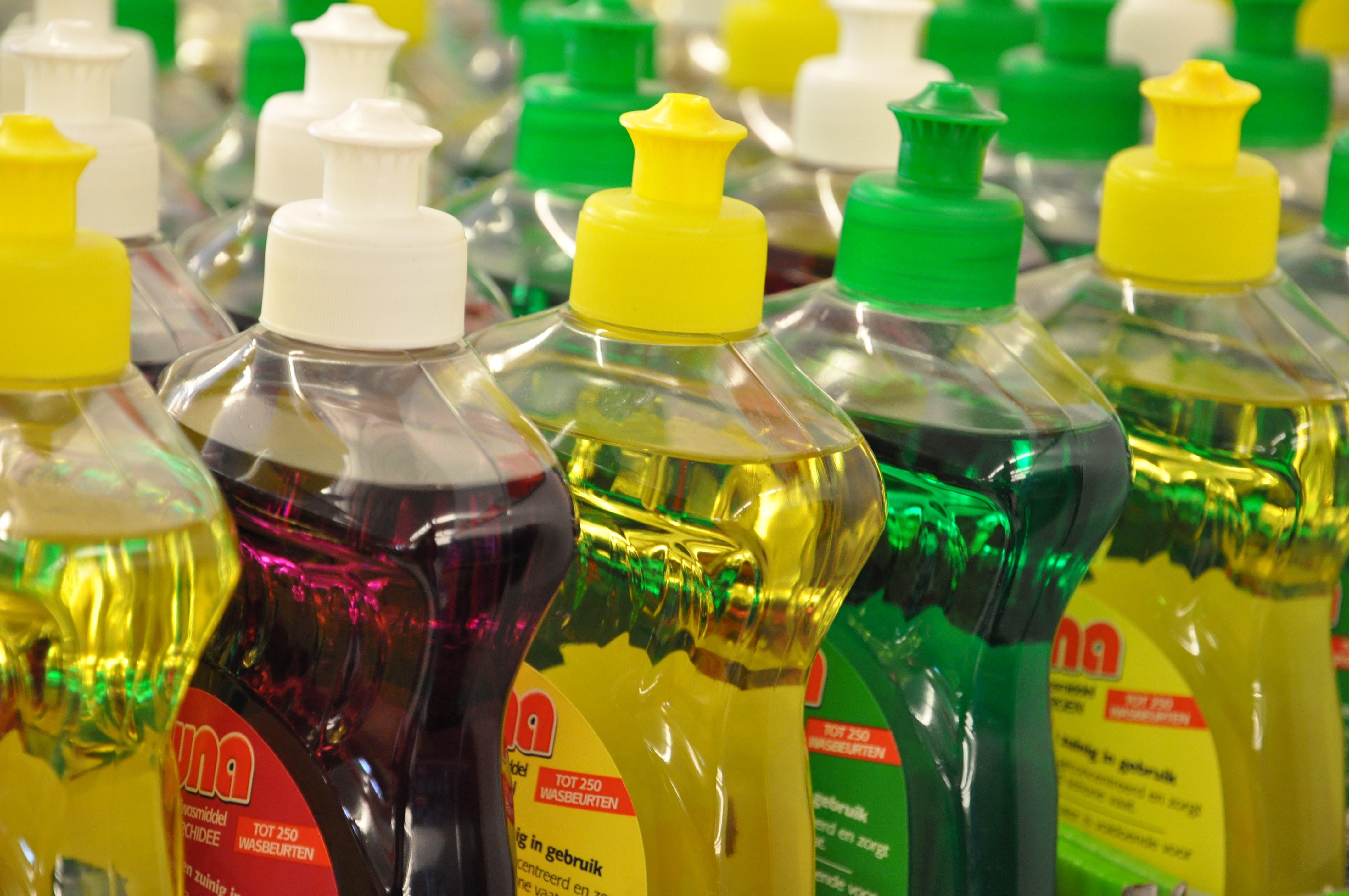
سائل غسل الاواني

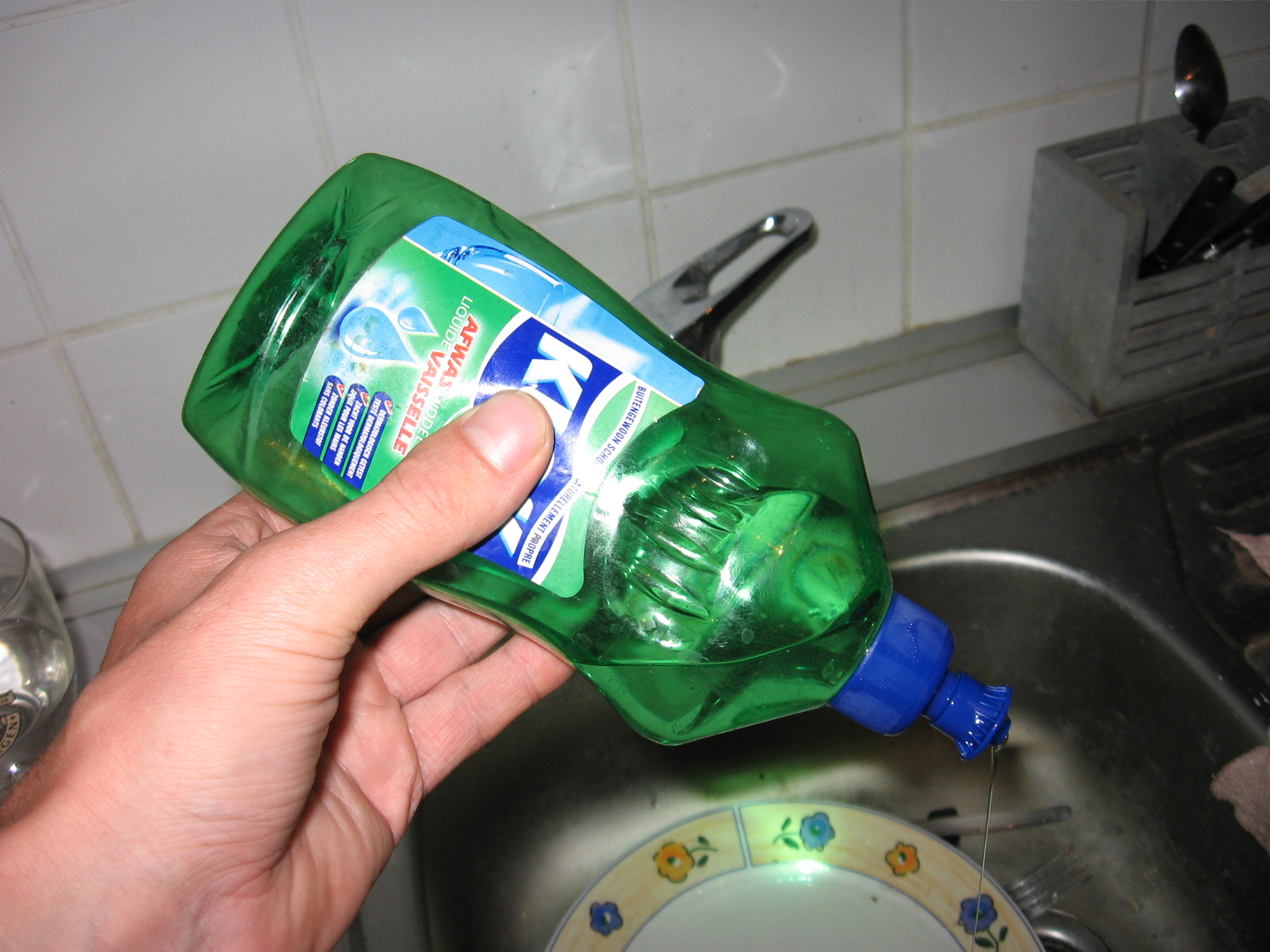

سائل غسل الأواني (والمعروف أيضا بصابون غسل الأطباق) هو منتج كيميائي يستخدم للقيام بالغسل اليدوي للأواني المستخدمة في إعداد وإستهلاك وجبات الطعام، ويعتبر من المنظفات ذات المؤثر السطحي المستخدمة للمساعدة في غسل الأواني مما يعطيه فعالية كبيرة لإزالة الأوساخ والدهون والقضاء على الكثير من البكتيريا الموجودة على الأيدي والأواني. ولهذا فهو عادة عبارة عن مزيج لمواد فعالة ذات تأثير سطحي عالية الرغوة عندما تمزج في الماء تقوم بخفض التوتر السطحي له وزيادة قابلية ذوبان الدهون والأوساخ الأخرى في هذا المزيج.